# Kokia drynarioides
Kokia drynarioides, con el nombre común de Hawaiian Tree Cotton, es una especie de fanerógama perteneciente a la familia Malvaceae, es endémica de Hawái. Se encuentra en los bosques secos tropicales en alturas de 455 a 1915 metros.  Está asociada con otras plantas, donde se incluyen Chenopodium oahuense, Dodonaea viscosa), Pleomele hawaiiensis, Erythrina sandwicensis, Caesalpinia kavaiensis, Myrsine lanaiensis, Nothocestrum latifolium, Nototrichium sandwicense, Pouteria sandwicensis, Reynoldsia sandwicensis, Sophora chrysophylla y Xylosma hawaiiense var. hillebrandii.  Está considerada en peligro de extinción por la pérdida de hábitat y por la competición de especies invasoras, tales como Cenchrus setaceus.